# Carvico
Carvico är en ort och kommun i provinsen Bergamo i regionen Lombardiet i Italien. Kommunen hade 4 695 invånare (2018).